# Paul Burghardt (Autor)

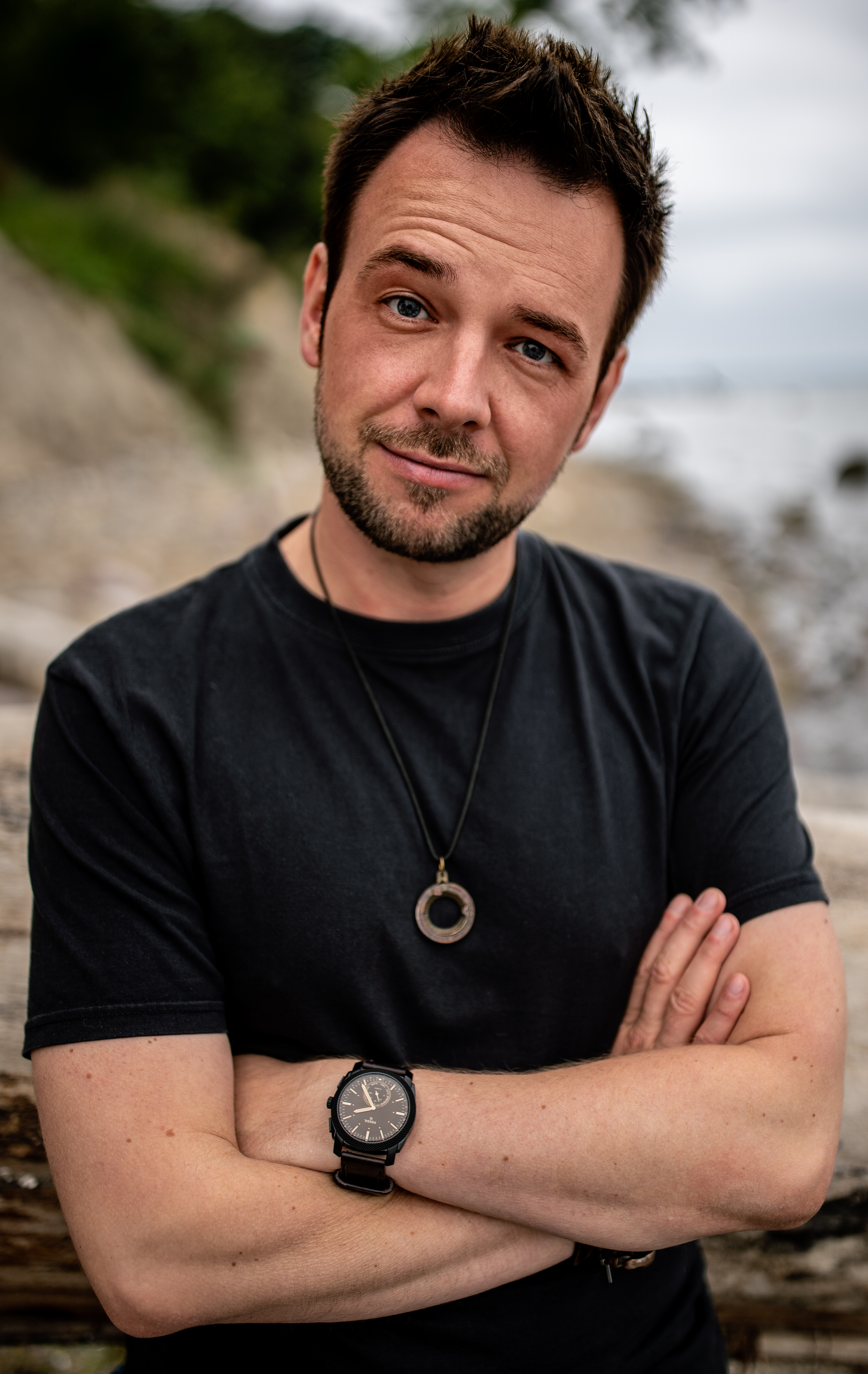
Paul Burghardt (2019)

Paul Burghardt (* 25. Februar 1986 in Olesno, VR Polen) ist ein deutscher Autor und Streamer (bekannt als Meisterdieb), der vor allem als Hörspielproduzent, Sprecher und Regisseur tätig ist. Darüber hinaus fungiert er als Dialogregisseur und Dialogbuchautor. Bekannt wurde er vor allem durch seine Hörspiele Wayne McLair, Twilight Mysteries, Die größten Fälle von Scotland Yard und Offenbarung 23.

## Leben
Burghardt wuchs in Niedersachsen auf, wo er die Grundschule besuchte und später am Gymnasium sein Abitur machte. Dort war er Mitglied der Schülerzeitung und verbrachte einen großen Teil seiner Freizeit mit dem Lesen von Büchern. Für kurze Zeit war er Teil eines freien Theaterensembles aus Schülern. Nach dem Abitur absolvierte er seinen Zivildienst und zog 2006 für sein Studium nach Paderborn.
An der Universität Paderborn studierte er von 2006 bis 2012 Germanistik und Theologie auf Lehramt, wobei er sich vor allem für Kurse aus der Mediävistik interessierte. Schon während seines Studiums begann er mit der Arbeit an seiner Hörspielreihe Wayne McLair, die er zu dem Zeitpunkt als freie Hörspiele auf der Plattform Hoerspielprojekt.de anbot. Nach Abschluss seines ersten Staatsexamens an der Universität absolvierte er von 2012 bis 2014 sein Referendariat in Hagen. Nach erfolgreichem Abschluss entschied er sich, sich als Dialogbuchautor selbstständig zu machen.
Paul Burghardt lebt seit 2014 mit seiner Ehefrau Marie Burghardt (Fotografin, Sprecherin) zusammen.

### Künstlerischer Werdegang
Während des Studiums begann er mit dem Schreiben eigener Texte. Seine ersten Hörspiele entstanden als freie Produktionen auf dem Portal Hoerspielprojekt.de, wo er neben seinen Eigenproduktionen auch als Lektor tätig war.
Seit 2015 widmet er sich hauptberuflich dem Schreiben, Aufnehmen und Bearbeiten von Hörspielen. Er arbeitet freiberuflich als Autor, Sprecher und Produzent mit Schwerpunkt im Bereich Hörspiel.
Ebenfalls seit 2015 ist er Teil des Produzentenduos „Stein/Hardt Hörspielproduktion“, in dem er in enger Zusammenarbeit mit dem Musiker und Sounddesigner Tom Steinbrecher Hörspiele für verschiedene Verlage schrieb und aufnahm. Das größte Werk dieser Kooperation ist die Action–Mystery–Serie Twilight Mysteries, ebenso wie die Serie DreamLand-Grusel.
Nach kurzer Zeit schrieb Burghardt für Verlage wie Maritim, Romantruhe, Dreamland und Holysoft Dialogbücher und produzierte verschiedene Hörspiele.
Beginnend im August 2019 startete er die Liga der Meisterdiebe auf Patreon und erschuf damit ein Gauneruniversum als Grundstein für viele kommende Projekte. Seit Anfang 2020 gibt es die Liga auch als Text-Rollenspiel im Discord.
Seit 2020 ist Burghardt auf der Livestreaming Plattform Twitch aktiv. Hier streamt er neben Co-Working auch verschiedene Formate, wie Hörspielstreams (u. a. mit Tom Steinbrecher) oder Gaming oder ist auf anderen Kanälen für PnP-Rollenspiele zu Gast.
Mit dem Talkformat Hexe und Dieb war er live mit Autorin und Streamerin Liza Grimm auf dem Elbenwaldfestival 2022 und bei der Comic Con Stuttgart als Teil eines PnP-Rollenspiels unter der Leitung von Christoph Hardebusch auf der Bühne zu sehen.

## Veröffentlichungen
Burghardts bekanntestes Werk ist die Hörspielserie Wayne McLair. Wayne McLair entstand zunächst als freie Produktion auf dem Portal Hoerspielprojekt.de. Später wurden die ersten Folgen unter dem Maritim–Verlag neu produziert und veröffentlicht und alle weiteren Folgen der ersten und zweiten Staffel produziert.

### Wayne McLair
Staffel 1
- 2017: 1 – Der Meisterdieb (Buch, Regie, Produktion, Sounddesign, Titelrolle)
- 2017: 2 – Der Revolvermann Teil 1 (Buch, Regie, Produktion, Sounddesign, Titelrolle)
- 2017: 3 – Der Revolvermann Teil 2 (Buch, Regie, Produktion, Sounddesign, Titelrolle)
- 2017: 4 – Die Stimme (Buch, Regie, Produktion, Sounddesign, Titelrolle)
- 2017: 5 – 13 schwarze Tränen (Buch, Regie, Produktion, Sounddesign, Titelrolle)
- 2017: 6 – Der falsche Franzose (Buch, Regie, Produktion, Sounddesign, Titelrolle)
- 2017: 7 – Die Feuerteufel (Buch, Regie, Produktion, Sounddesign, Titelrolle)
- 2018: 8 – Aldermoor Asylum (Buch, Regie, Produktion, Sounddesign, Titelrolle)
- 2019: 9 – Die Eisentochter (Buch, Regie, Produktion, Sounddesign, Titelrolle)
- 2019: 10 – Der Feueropal (Buch, Regie, Produktion, Sounddesign, Titelrolle)
- 2019: 11 – Laterna magica (Buch, Regie, Produktion, Sounddesign, Titelrolle)
- 2019: 12 – Die blinde Uhrmacherin (Buch, Regie, Produktion, Sounddesign, Titelrolle)
- 2019: 13 – R.I.P. (Buch, Regie, Produktion, Sounddesign, Titelrolle)
- 2019: Sonderfolge von Wayne McLair in Sherlock Holmes & Co. 44 – Der Falschspieler mit dem Karo-Ass (Buch, Regie, Produktion, Sounddesign, Titelrolle)
- 2020: 14 – Nigrum lux (Buch, Regie, Produktion, Sounddesign, Titelrolle)
- 2020: 15 – Der Hope-Diamant (Buch, Regie, Produktion, Sounddesign, Titelrolle)

Staffel 2
- 2021: 16 – Die Bank of Ireland (Buch, Regie, Schnitt, Sounddesign, Titelrolle)
- 2022: 17 – Der nächste Meisterdieb (Buch, Regie, Schnitt, Sounddesign, Titelrolle)
- 2022: 18 – Whiskey im Sarg (Buch, Regie, Schnitt, Sounddesign, Titelrolle)
- 2022: 19 – Das Koboldgold (Buch, Regie, Schnitt, Sounddesign, Titelrolle)
- 2022: 20 – Das Opalfeuer (Buch, Regie, Schnitt, Sounddesign, Titelrolle)
- 2022: 21 – Der Blutmond (Buch, Regie, Schnitt, Sounddesign, Titelrolle)
- 2022: 22 – Des Meisters größte Schmach (Buch, Regie, Schnitt, Sounddesign, Titelrolle)
- 2022: 23 – Des Meisters größter Coup (Buch, Regie, Schnitt, Sounddesign, Titelrolle)

Zusätzlich
- 2023: 24 – Live im Elbenwald (Buch, Regie, Schnitt, Titelrolle)[5]
- 2024: 25 – Lara und Rhina (Buch, Regie, Schnitt, Titelrolle)[6]

### Lupin Legends
- 2023: 1 – Die Silbertränen (Buch, Regie, Titelrolle)
- 2023: 2 – Unter Mordverdacht (Buch, Regie, Titelrolle)
- 2023: 3 – Moulin Rouge (Buch, Regie, Titelrolle)
- 2023: 4 – Plume Noir (Buch, Regie, Titelrolle)
- 2023: 5 – Der Zirkel der blauen Stunde (Buch, Regie, Titelrolle)
- 2023: 6 – Vergeltung (Buch, Regie, Titelrolle)

### Twilight Mysteries
- 2016: 1 – Charybdis (Buch, Regie, Produktion)
- 2016: 2 – Thanatos (Buch, Regie, Produktion)
- 2016: 3 – Phantom (Buch, Regie, Produktion)
- 2016: 4 – Thornhill (Buch, Regie, Produktion)
- 2017: 5 – Abiliator (Buch, Regie, Produktion, Sprecher)
- 2017: 6 – Krégula (Buch, Regie, Produktion)
- 2017: 7 – Portum (Buch, Regie, Produktion)
- 2017: 8 – Laynewood (Buch, Regie, Produktion)
- 2018: 9 – Tritonus (Buch, Regie, Produktion)
- 2019: 10 – Hades (Buch, Regie, Produktion)
- 2019: 11 – Opus (Buch, Regie, Produktion)
- 2020: 12 – Maximum (Buch, Regie, Produktion)

### Die Abenteuer der letzten Helden
- 2021: 001 – Der Stab des Magus (Regie in kleinen Teilen)
- 2022: 002 – Der Drachenpriester (Skript, Regie)
- 2022: 003 – Das Schicksal der Zeit (Skript, Regie)
- 2022: 004 – Untenwelt (Skript, Regie)
- 2022: 005 – Die Kinder des Berges (Skript, Regie)
- 2022: 006 – Unter Räubern (Skript, Regie)
- 2022: 007 – Wurmland (Skript, Regie)

### Offenbarung 23
- 2015: 58 – AIDS (Lektorat)
- 2015: 59 – Schwarzes Gold (Lektorat)
- 2016: 62 – Phantomzeit (Buch)
- 2016: 63 – Die fetten Jahre (Buch)
- 2016: 66 – Kornkreise (Buch)
- 2016: 67 – Auf der Suche nach Atlantis (Buch)
- 2016: 68 – Der Nostradamus–Code (Buch)
- 2016: 69 – Diesel (Buch)
- 2017: 71 – Chemtrails (Buch)
- 2017: 72 – Klimawandel (Buch)
- 2017: 73 – RAF (Buch)
- 2017: 75 – Shakespeare (Buch)
- 2017: 76 – Napoleon Bonaparte (Buch)
- 2018: 77 – Zucker – Weißes Gold (Buch)
- 2018: 81 – Göttliches Marketing(Lektorat)
- 2018: 82 – Superbanken (Buch)
- 2019: 83 – UFO (Buch)
- 2019: 84 – Konsum (Buch)
- 2019: 86 – Demokratie
- 2020: 89 – DNA (Buch)
- 2019: 90 – Liebe (Buch)
- 2020: Sonderfolge – Coronavirus/COVID–19
- 2021: 94 – Cholesterin (Buch)

### Die größten Fälle von Scotland Yard
- 2018: 25 – Die Wilsher-Affäre (Buch, Regie, Produktion)
- 2018: 27 – Der Tote im Tower (Buch, Regie, Produktion)
- 2018: 29 – Die große Jagd (Buch, Regie, Produktion)
- 2018: 31 – Bernhard-Blüten (Buch, Regie, Produktion)
- 2018: 35 – Der Fall „Gallagher“ (Buch, Regie, Produktion)
- 2019: 38 – Mord im Transsib (Buch, Regie, Produktion)
- 2020: 40 – Der Fluch der Mumie (Buch, Regie, Produktion)
- 2020: 44 – Die dritte Leiche (Buch, Regie, Produktion)

### Geister-Schocker
- 2014: 49 – Piratenrache (Dialogschnitt)
- 2015: 51 – Blutsbande (Dialogschnitt)
- 2015: 55 – Das Werkzeug des Bösen (Dialogschnitt)
- 2015: 57 – Cargyro, der Schreckensdämon (Dialogschnitt)
- 2015: 58 – Der Fluch des Werwolfs (Dialogschnitt)
- 2015: 59 – Tagebuch des Grauens (Dialogschnitt)
- 2016: 62 – Der Fluch des Geistes (Regie, Dialogschnitt)
- 2016: 65 – Turm des Schreckens (Buch, Regie, Dialogschnitt)
- 2017: 67 – Die Blumen des Bösen (Dialogschnitt)
- 2017: 68 – Die Grotte des Entsetzens (Regie, Dialogschnitt)
- 2017: 71 – Kalter Tod durch heiße Flocken (Regie, Dialogschnitt)
- 2018: 73 – Vampire auf der Bohrinsel (Buch)
- 2018: 74 – Der Werwolf von Epprath (Regie, Dialogschnitt)
- 2018: 75 – Der Diamantengeist (Regie, Dialogschnitt)
- 2018: 77 – Die todbringende Nixe (Regie, Dialogschnitt)
- 2019: 79 – Das Schloss der tausend Augen (Regie, Dialogschnitt)
- 2019: 81 – Das unsichtbare Grauen (Regie, Dialogschnitt)
- Folge 84 – Kampf um die Felsenkirche (Regie, Dialogschnitt)
- Folge 85 – Zombiehölle Afrika (Regie, Sprecher)
- Folge 86 – Der Hexer mit den roten Augen (Regie, Dialogschnitt)
- Folge 87 – Land der lebenden Toten (Regie, Sprecher)
- Folge 88 – Das stille Volk (Regie, Dialogschnitt)
- Folge 89 – Die Welt der lebenden Toten (Regie)
- Folge 91 – Todesschreie auf Herford Castle (Skript, Regie, Dialogschnitt)
- Folge 93 – Schinderhannes Rückkehr (Regie, Dialogschnitt, Sprecher)
- Folge 94 – Henkersfrist bis Mitternacht (Regie, Dialogschnitt)
- Folge 95 – Großalarm, die Bestien kommen (Regie, Dialogschnitt)
- Folge 96 – Das Phantom von Xanten (Regie, Dialogschnitt)
- Folge 97 – Hotel der lebenden Leichen (Buch, Regie, Dialogschnitt, Sprecher)

### Sonstige Veröffentlichungen
- 2018: Dreamland Grusel: 22 – im Bann der Teufelskrähe
- 2018: Dreamland Grusel: 36 – Galgendorf
- 2019: Sherlock Holmes & Co: Folge 44 – Der Falschspieler mit dem Karo-Ass
- 2020: Dialogbuch für „Die letzten Helden“
- 2024: 8 Hörspiele Die Haferhorde[7]

## Sprechrollen
- 2010: Die letzten Helden – Folge 7: Das todgeweihte Kind
- 2011: Die Chronik der Drachenlanze – Folge 1: Drachenzwielicht
- 2012: Andi Meisfeld – Folge 6: Andi Meisfeld und die Fassadendiebe
- Seit 2012: Wayne McLair
- 2015: Dreamland Grusel – Folge 22: Im Bann der Teufelskrähe
- 2015: Andi Meisfeld – Folge 8: Andi Meisfeld und die Kandis-Erpressung
- 2016: Andi Meisfeld – Folge 9: Andi Meisfeld und der Fluch der Briefmarken
- 2016: Andi Meisfeld – Dufte Weihnachtsabenteuer
- 2016: Blockbuster für die Ohren – Folge 1: Kohltour der reitenden Leichen
- 2016: Tony Ballard – Folge 24: In den Klauen der Knochenmänner
- 2017: Andi Meisfeld – Folge 10: Goldfühler
- 2017: Geister-Schocker – Folge 2: Zombiehölle Afrika
- 2017: Tony Ballard – Folge 27: Sie wollten meine Seele fressen
- 2018: Die größten Fälle von Scotland Yard – Fall 29 Die große Jagd
- 2018: Die größten Fälle von Scotland Yard – Fall 31 Bernhard–Blüten
- 2018: Tony Ballard – Folge 32: Wenn die Totel sich erheben
- 2019: DreamLand-Grusel – Im Bann der Teufelskrähe
- 2019: Wolfgang Jeschke – Der letzte Tag der Schöpfung[8]
- 2019: Sherlock Holmes – Der Falschspieler mit dem Karo–Ass
- 2019: Wolfgang Hohlbein – Der Hexer von Salem 1: Als der Meister starb
- 2019: Geister–Schocker – Folge 62: Der Fluch des Geistes
- 2019: Geister–Schocker – Folge 71: Kalter Tod durch heiße Flocken
- 2019: Geister–Schocker – Folge 75 – Der Diamantengeist
- 2019: Sherlock Holmes & Co. – Folge 44 Der Falschspieler mit dem Karo–Ass
- 2019: Twilight Mysteries – Folge 11: Opus
- 2020: Twilight Mysteries – Folge 12: Maximum
- 2020: Geister–Schocker – Folge 85: Zombie–Hölle Afrika
- 2020: Nicht mehr schweigen: Der lange Weg queerer Christinnen und Christen zu einem authentischen Leben
- 2020: Andi Meisfeld – Folge 13: Andi Meisfeld und der Abteistrassenraub
- 2020: Wolfgang Hohlbein – Der Hexer von Salem 4: Das Haus am Ende der Zeit
- 2020: Christian Gailus – Roch
- 2020: Timo Platte – Nicht mehr schweigen: Der lange Weg queerer Christinnen und Christen zu einem authentischen Leben
- Seit 2021: Bärchen – Werbehörspielreihe der Firma Reinert
- Seit 2021: Abenteuer in der Magic Mags-Welt – Werbehörspielreihe für step-by-step-Schulranzen der hama Gruppe
- 2021: Die letzten Helden – Folgen 15-7 und 15-8
- Seit 2021: Mehrere Was-ist-was-Podcast-Folgen
- Seit 2021: Mehrere Folgen des Yummi-Kinderpodcasts der Edeka